# Nagai Chaudhry
Nagai Chaudhry is een census town in het district Mahendragarh van de Indiase staat Haryana. 

## Demografie
Volgens de Indiase volkstelling van 2001 wonen er 7368 mensen in Nagai Chaudhry, waarvan 53% mannelijk en 47% vrouwelijk is. De plaats heeft een alfabetiseringsgraad van 58%. 